# Arsen Anton Ostojić
Arsen Anton Ostojić (Spalato, 29 luglio 1965) è un regista e sceneggiatore croato.

## Biografia
Nel 1990 si laurea all'Accademia di Cinema e Teatro della capitale croata. Quattro anni più tardi ottiene il master in regia alla Graduate Film Department of the New York University. Negli Stati Uniti gira i primi film, trattasi di cortometraggi.
Del 2004 è il primo lungometraggio: “Questa meravigliosa notte spalatina”; un bianco/nero che si svolge interamente dentro le mura del Palazzo di Diocleziano di Spalato. Tra i protagonisti, il rapper Coolio. Il film ottiene i maggiori riconoscimenti filmici croati e in vari festival, vince l'Arena d'oro per la migliore regia al Pula Film Festival 2008,inoltre viene premiato dalla Discovery-Fassbinder Award by the European Film Academy.
Nel 2007 è il regista della seconda unità del film The Hunting Party, con Richard Gere e Terrence Howard; regista principale è Richard Shepard. L'opera è una coproduzione tra USA, Bosnia e Croazia.
Del 2008 è il secondo lungometraggio, “Il figlio di nessuno”. Al pari del precedente, riceve i più importanti premi alla rassegna cinematografica croata di Pola e viene scelto per rappresentare il paese agli Oscar. Nel 2009 la pellicola vince il Premio Punto d'Incontro al Festival di Valladolid in Spagna.
Nel 2006 Ostojic si cimenta con il teatro. Scrive a quattro mani, insieme all'attrice Ksenia Prohaska l'atto unico “Billie HolidaY”: sarà lui a dirigere la suddetta Prohaska, in una produzione del Teatro Nazionale Croato e della U.O.Caravan di Sandro Damiani.
Arsen Ostojic ama l'insegnamento: vi si è cimentato a New York e a Salisburgo. Dal 2005 insegna Produzione cinematografica all'Accademia dell'Ateneo di Zagabria.

## Filmografia
- Questa meravigliosa notte spalatina (A Wonderful Night in Split, anno 2004)
- The Hunting Party (anno 2007)
- Il figlio di nessuno (No One's Son, anno 2008)